# Jack și casa bântuită
„Jack și casa bântuită” este al treizeci și cincilea episod al serialului de desene animate Samurai Jack.

## Subiect
Mergând prin pădure, într-o noapte cu lună, Jack vede o siluetă micuță, dar când se apropie, aceasta se sperie și fuge, lăsând să-i cadă o păpușă. Jack ia păpușa și se grăbește pe urmele ei. Curând pădurea se termină și pe o colină se zărește o casă cu trei etaje, dar care pare pustie. Ușa de la intrare era întredeschisă, dar când Jack se apropie, o mână se strecoară și o închide.
Jack dă ocol casei și ajunge în dreptul unui glasvand, dincolo de care se zărește o siluetă ghemuită lângă o lumină pâlpâitoare. Dar când deschide ușa, interiorul este pustiu și în paragină. Jack începe să exploreze casa și pe măsură ce explorează, începe să aibă vedenii cu niște personaje care trăiseră acolo, dar cărora li se întâmplase ceva cumplit, înspăimântător.
Jack vede în capul scărilor o siluetă și dă fuga, dar la etaj căsește altă cameră abandonată. Lasă păpușa pe șemineu și dă să plece, dar simte iar mișcare și repezindu-se, găsește o fetiță în spatele unui jilț. Vedeniile continuă, dându-i fiori, așa că Jack vrea s-o scoată afară pe fetiță, dar ușa pe care intrase și ferestrele din camerele străbătute sunt acum zidite.
Jack se hotărăște să se culce și să caute ieșirea a doua zi. Vedeniile îi apar și în vis, dar de data aceasta protagonistul este chiar el, iar nălucirile se vor dovedi premonitorii. Se trezește brusc și observă lipsa fetiței. În schimb descoperă o cameră luminată, unde se află atât fetița, cât și familia ei, așezați la masă. Jack este suspicios, și într-adevăr în curând se dovedește că totul nu a fost decât încă o iluzie.
Un demon prinde formă și îl atacă pe Jack cu obiecte de prin casă, după care îl prinde cu niște liane ghimpate și îi suge sufletul. Jack se trezește în lumea vedeniilor de mai înainte, pe un tărâm al demonilor, al gândului ascuns. Jack plutește înlănțuit, ca și celelalte personaje din vedenii, și un demon cu cap de cal îi dă târcoale. Prin puterea gândului, Jack face sabia să iasă dinteacă și să-i taie legăturile. Începe lupta cu demonul, pe care la un moment dat îl străpunge cu sabia, dar în zadar, căci demonul se resuscitează. Demonul începe să arunce cu globuri de energie în Jack, dar acesta, după ce parează și echivează câteva, îl apucă pe unul și îl expediază înapoi, izbindu-l pe demon în plin și distrugându-l.
Casa se zgâlțâie din temelii, lianele ghimpate se retrag, sufletul lui Jack se reîntoarce în trup și Jack se trezește. Este readusă la viață și familia dispărută a fetiței.